# Abdulaziz Hatem
Abdulaziz Hatem (en árabe: عبد العزيز حاتم‎; Doha, 28 de octubre de 1990) es un futbolista catarí que juega en la demarcación de centrocampista para el Al-Rayyan SC de la Liga de fútbol de Catar.

## Selección nacional
Hizo su debut con la selección de fútbol de Catar el 30 de diciembre de 2009 en un encuentro amistoso contra Corea del Norte que finalizó con un resultado de 0-1 a favor del combinado norcoreano tras el gol de Choe Chol-man. Llegó a disputar la Copa de Naciones del Golfo de 2013, el Campeonato de la Federación de Fútbol de Asia Occidental 2014, la Copa de Naciones del Golfo de 2014, la Copa Asiática 2015 y la Copa Asiática 2019, entre varios partidos clasificatorios para el mundial de 2018.

#### Participaciones en Copas del Mundo
| Mundial           | Sede  | Resultado      | Partidos | Goles |
| ----------------- | ----- | -------------- | -------- | ----- |
| Copa Mundial 2022 | Catar | Fase de grupos | 3        | 0     |

### Goles internacionales
| # | Fecha                | Estadio                                               | Oponente      | Gol | Resultado | Competición        |
| - | -------------------- | ----------------------------------------------------- | ------------- | --- | --------- | ------------------ |
| 1 | 24 de marzo de 2018  | Basra Sports City, Basora, Irak                       | Siria         | 1–1 | 2–2       | Amistoso           |
| 2 | 25 de enero de 2019  | Estadio Jeque Zayed, Abu Dabi, Emiratos Árabes Unidos | Corea del Sur | 0–1 | 0–1       | Copa Asiática 2019 |
| 3 | 1 de febrero de 2019 | Estadio Jeque Zayed, Abu Dabi, Emiratos Árabes Unidos | Japón         | 0–2 | 1–3       | Copa Asiática 2019 |

## Clubes
| Club          | País  | Año           | Partidos | Goles |
| ------------- | ----- | ------------- | -------- | ----- |
| Al-Arabi SC   | Catar | 2007-2015     | 122      | 14    |
| Al-Gharafa SC | Catar | 2015-2019     | 90       | 7     |
| Al-Rayyan SC  | Catar | 2019-presente | 143      | 16    |

## Palmarés

### Campeonatos internacionales
| Título        | Club                         | País  | Año  |
| ------------- | ---------------------------- | ----- | ---- |
| Copa Asiática | Selección de fútbol de Catar | Catar | 2019 |